# Roger Bastin

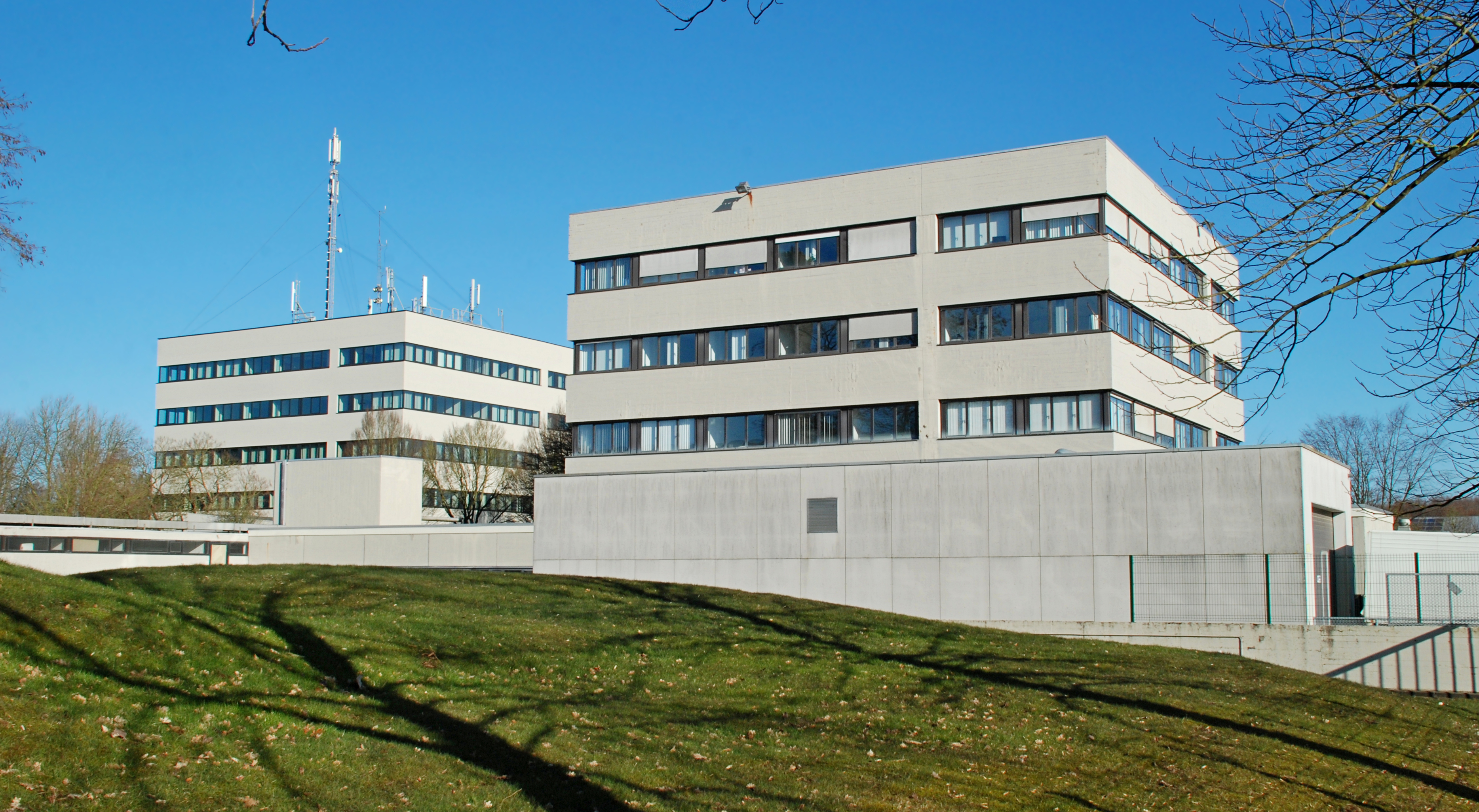
Cyclotron van Louvain-la-Neuve.

Roger Alexandre Joseph Bastin (Couvin, 13 augustus 1913 - Namen, 14 november 1986) was een Belgisch architect. Hij behoorde tot de derde generatie modernisten, die in de jaren 1930 gevormd werd. 

## Levensloop
Bastin werd geboren als zoon van een textielhandelaar. Hij volgde middelbaar onderwijs aan het kleinseminarie van Floreffe. Daar werd hij eerst aangetrokken door de muziek maar al vlug raakte hij gefascineerd door de architectuur van de oude abdijgebouwen waarin hij school liep.
In 1932 schreef Bastin zich in aan het Institut supérieur des arts visuels La Cambre in Brussel. Daar was hij een leerling van de modernisten Jean-Jules Eggericx, Victor Bourgeois en Raphaël Verwilghen. Hij werd er bevriend met Eugène Delatte, een leerling van Henry Van de Velde en met Jacques Dupuis, met wie hij later intens zou samenwerken. Bastin studeerde er in 1936 af en kon vervolgens stage lopen bij Charles Colassin.
Bastin nodigde zijn vriend Jacques Dupuis in 1941 uit om mee te helpen aan zijn in 1938 begonnen ontwerp van de Sint-Alenakerk in Sint-Gillis. Dit betekende het begin van een intense samenwerking die tot 1951 zou blijven duren. Ze namen deel aan verscheidene architectuur- en stedenbouwwedstrijden in het kader van de wederopbouw na de Tweede Wereldoorlog. In 1942 werd Bastin esthetisch adviseur van de Commissie van de Wederopbouw. Bastin en Dupuis kregen de opdracht voor het ontwerp van de Port autonome de Liège in Luik (1946-1949) en bouwden twee complexen van sociale woningen in Malmedy (1947-1949 en 1950-1952).
Beiden ondernamen na de Tweede Wereldoorlog verscheidene studiereizen naar Scandinavië waar ze in contact kwamen met het werk van de Zweed Gunnar Asplund en de Fin Alvar Aalto. Vooral in de religieuze architectuur van Bastin was de invloed van de Scandinavische architecten zichtbaar.
In 1951 kwam er een einde aan de samenwerking met Jacques Dupuis en Bastin ging enige tijd later een associatie aan met Guy Van Oost en nog later eveneens met Pierre Lamby. 
Bastin was van 1969 tot aan zijn dood lid van de Académie royale de Belgique. Hij renoveerde van 1977 tot 1982 het oude Arsenaal dat in 1692-1693 gebouwd werd door de militaire ingenieur Vauban en dat geklasseerd is als uitzonderlijk erfgoed van Wallonië.

## Kenmerken van zijn ontwerpen
Bastin was actief als architect van 1936 tot aan zijn dood in 1986. In de tweede helft van de 20e eeuw wist hij in België veel gebouwen te realiseren. De religieuze architectuur vormde, zeker in zijn beginperiode, de hoofdmoot van zijn activiteiten. Hij wordt gezien als een van de belangrijkste vernieuwers: hij zocht een samenhang tussen de architectuur en de vernieuwing van de liturgie en stond daarbij onder invloed van de Scandinavische architecten. 
Daarnaast kreeg Bastin opdrachten voor de ontwerp van musea en universitaire gebouwen. Zijn ontwerpen waren meestal vrij sober van aard met een sterke relatie tussen de architectuur en de functie van het gebouw.
Hij combineerde de principes van de modernistische stroming met een reële integratie in de site en een dialoog met de omgeving. Daarmee benaderde hij de Scandinavische architectuur en de huidige architecturale perspectieven. Hij verkoos de hedendaagse bouwstijl in zijn ontwerpen. Hij maakte vooral gebruik van beton en glas. 

## Privéwoning in Zottegem

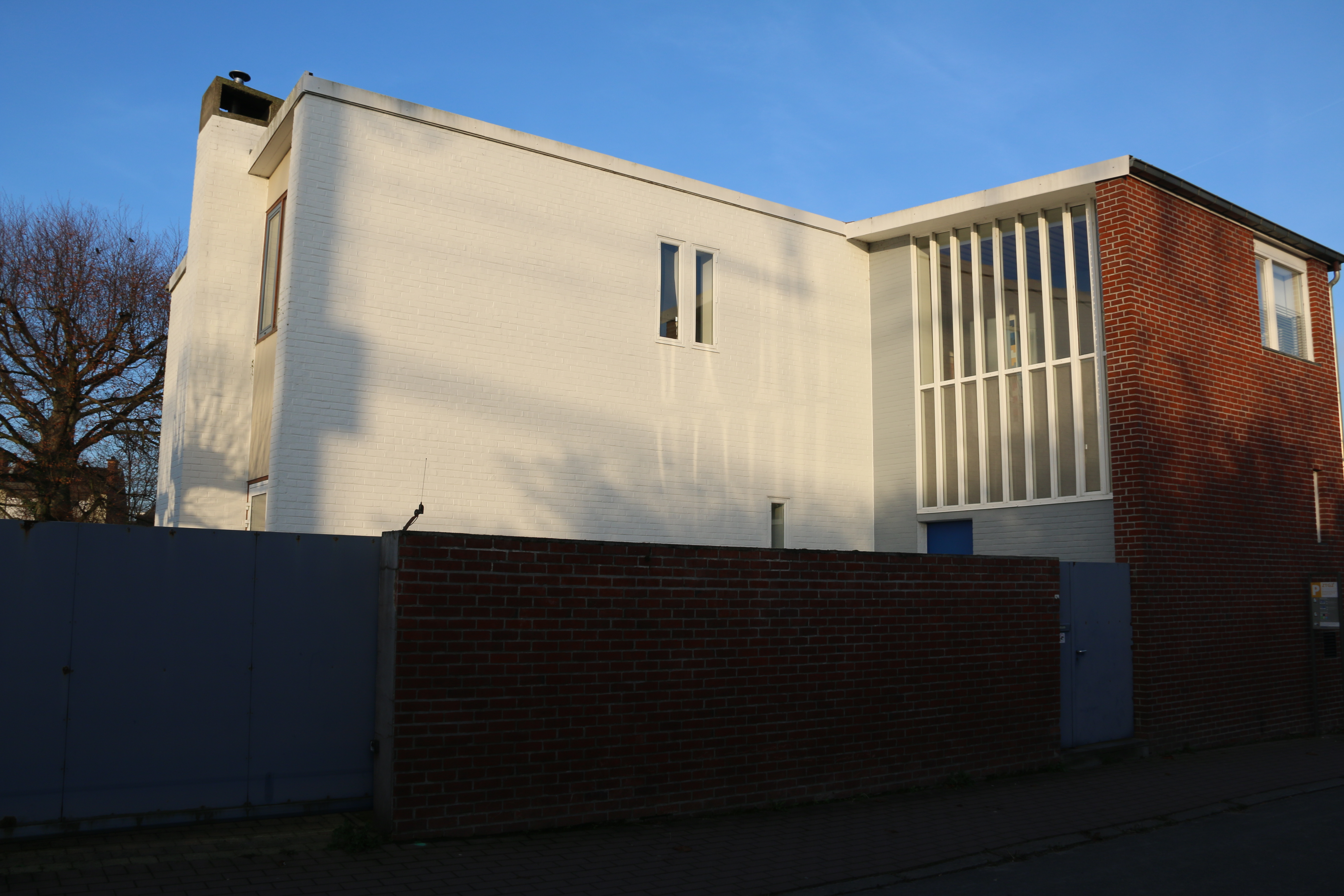
Modernistische villa door Roger Bastin, Musselystraat Zottegem

Roger Bastin heeft vele privéwoningen ontworpen, waaronder één aan de Musselystraat in Zottegem voor opdrachtgever Van Lierde. Het huis werd gebouwd rond 1960 en was voor die tijd zeer vernieuwend. Hij experimenteerde met de nieuwste technologieën en materialen uit die tijd. Het huis is zo georiënteerd dat het zuiden aan de achterkant ligt met een grote ramenpartij naar de tuin. De volledige zuidelijke gevel is opgebouwd uit stalen, in felle kleuren geschilderde profielen, wat zeer vernieuwend was voor die tijd. De ramen, eveneens in felle kleuren geschilderd, waren uitzonderlijk al in dubbel glas.
Bastin gebruikte in de woning duurzame materialen zoals leisteen, notelaar en teak die hij regelmatig liet terugkomen, waardoor eenheid in het huis ontstond. In de hal is een grote ramenpartij waardoor de hal veel groter en open lijkt. Bastin heeft nooit zelf plannen gemaakt van het huis. Hij bouwde het aan de hand van een schets en het ontwerp veranderde voortdurend tijdens de bouwfase, waarbij soms zelfs dingen terug afgebroken moesten worden. Het huis is vrij intact gebleven.

## Werken (selectie)

### Religieuze architectuur
- Nieuwe of deels vernieuwde kerken in Sint-Gillis (1938-1972), Jehonville (1947-1958), Ourthe (1954-1968), Villers-sur-Lesse (1961-1963), Bois-de-Villers (1966-1972), Sart-en-Fagne (1965), Salzinnes (1965), Wierde (1972-1976)
- Kerk van het Vaticaans paviljoen op de Expo 58 in Brussel
- Bedevaartcentrum in Beauraing (1958-1968)
- Sint-Niklaaskapel van Heer-Agimont (1961-1962)
- Benedictinessenklooster in Rixensart (1964-1969)
- Herinrichting abdijkerk van Maredsous (1955-1958)
- Klooster van de Allantie (1968-1969)

### Onderwijs
- Collège Interracial du Saint-Esprit in Bujumbura (1952-1961)
- Uitbreiding kleinseminarie van Floreffe (1961-1964)
- Botanisch instituut van de Universiteit van Luik in Sart-Tilman (1962-1970)
- Cyclotron van het departement kernfysica van de Université catholique de Louvain in Louvain-la-Neuve (1968-1969)
- Verscheidene opdrachten voor de Facultés Universitaires Notre-Dame de la Paix in Namen
  - Centrale bibliotheek (1970-1974)
  - Faculteiten rechten en informatica (1971-1973)
  - Kapel van de faculteiten (1976-1977)
  - Instituut voor medische wetenschappen, faculteit geneeskunde (1977-1981)
  - Restauratie van het beschermde Arsenaal, in 1692-1693 gebouwd door Vauban (1977-1982)

### Musea

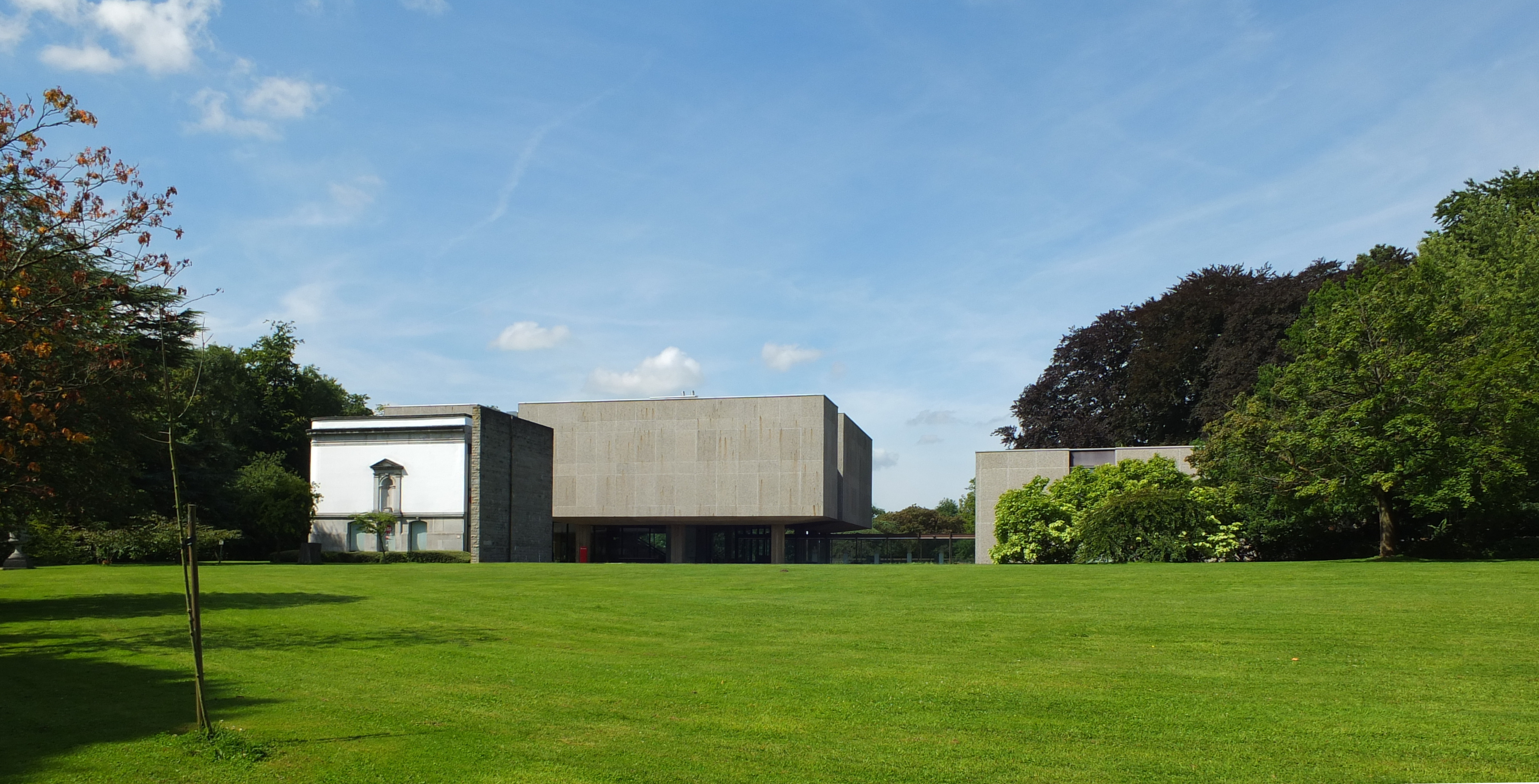
Het Musée royal de Mariemont

- Koninklijk Museum van Mariemont (1962-1967)
- Museum voor Moderne Kunst in Brussel (1967-1984)